# Monarque des Palau
Myiagra erythrops
Espèce
Statut de conservation UICN

 LC  : Préoccupation mineure
Le Monarque des Palau (Myiagra erythrops) est une espèce d'oiseaux de la famille des Monarchidae.

## Répartition
Il est endémique des Palaos.

## Publication originale
- Hartlaub & Finsch, 1868 : On a collection of birds from the Pelew Islands. Proceedings of the Zoological Society of London, vol. 1868, p. 4–9 (texte intégral).